# Liste der Nummer-eins-Hits in Norwegen (1998)
Diese Liste enthält alle Nummer-eins-Hits in Norwegen im Jahr 1998. Es gab in diesem Jahr zehn Nummer-eins-Singles und 22 Nummer-eins-Alben.
| Singles | Alben |
| --- | --- |
| - Verschiedene Interpreten – Perfect Day - 7 Wochen (52/1997 – 6/1998) - Run DMC versus Jason Nevins – It's Like That - 4 Wochen (7/1998 – 10/1998) - Céline Dion – My Heart Will Go On - 10 Wochen (11/1998 – 20/1998) - Drömhus – Vill ha dig - 5 Wochen (21/1998 – 25/1998) - Pras Michel feat. ODB & Mýa – Ghetto Supastar (That Is What You Are) - 7 Wochen (26/1998 – 32/1998) - Aerosmith – I Don’t Want to Miss a Thing - 4 Wochen (33/1998 – 36/1998) - Boyzone – No Matter What - 6 Wochen (37/1998 – 42/1998) - Lene Marlin – Unforgivable Sinner - 4 Wochen (43/1998 – 46/1998) - Emilia – Big, Big World - 3 Wochen (47/1998 – 49/1998) - Cher – Believe - 5 Wochen (50/1998 – 2/1999) | - Céline Dion – Let’s Talk About Love - 8 Wochen (49/1997 – 4/1998) - Janis Joplin – The Very Best Of Janis Joplin - 2 Wochen (5/1998 – 6/1998) - Pearl Jam – Yield - 1 Woche (7/1998) - Eros Ramazzotti – Eros - 4 Wochen (8/1998 – 11/1998, insgesamt 5 Wochen) - Madonna – Ray of Light - 2 Wochen (12/1998 – 13/1998) - James Horner – Titanic: Music from the Motion Picture (Soundtrack) - 1 Woche (14/1998, insgesamt 2 Wochen) - Eros Ramazzotti – Eros - 1 Woche (15/1998, insgesamt 5 Wochen) - Eric Clapton – Pilgrim - 1 Woche (16/1998) - CC Cowboys – Ekko - 1 Woche (17/1998) - James Horner – Titanic: Music from the Motion Picture (Soundtrack) - 1 Woche (18/1998, insgesamt 2 Wochen) - D.D.E. – Ohwææææh! - 2 Wochen (19/1998 – 20/1998, insgesamt 4 Wochen) - Nick Cave & The Bad Seeds – The Best Of - Wochen (Datum) - D.D.E. – Ohwææææh! - 2 Wochen (22/1998 – 23/1998, insgesamt 4 Wochen) - Smashing Pumpkins – Adore - 2 Wochen (24/1998 – 25/1998) - Grease: The Original Soundtrack from the Motion Picture (Soundtrack) - 2 Wochen (26/1998 – 27/1998, insgesamt 17 Wochen; → 1978) - Ricky Martin – Vuelve - 3 Wochen (28/1998 – 30/1998) - Modern Talking – Back for Good - 7 Wochen (31/1998 – 37/1998) - Meja – Seven Sisters - 1 Woche (38/1998) - D’Sound – Beauty Is A Blessing - 2 Wochen (39/1998 – 40/1998) - Boyzone – Where We Belong - 4 Wochen (41/1998 – 44/1998) - R.E.M. – Up - 1 Woche (45/1998) - Alanis Morissette – Supposed Former Infatuation Junkie - 3 Wochen (46/1998 – 48/1998) - Metallica – Garage Inc. - 1 Woche (49/1998) - Céline Dion – These Are Special Times - 3 Wochen (50/1998 – 52/1998) - George Michael – Ladies And Gentlemen ... The Best Of - 2 Wochen (53/1998 – 1/1999) |
| | |

Siehe auch: Nummer-eins-Hits 1998 in  Australien, Belgien, Dänemark, Deutschland, Finnland, Frankreich, Irland, Italien, Japan, Kanada, Neuseeland, den Niederlanden, Österreich, Schweden, der Schweiz, Spanien, Ungarn, den Vereinigten Staaten und im Vereinigten Königreich.